# WAV
RIFF waveform Audio Format（WAV）は音声データ用のコンテナ規格である。元の意味に含まれる英単語waveformは「波形」を意味する。「波」の意味を持つ英単語waveから転じて、WAVE（ウェイヴ、ウェーヴ、ウェイブ、ウェーブ）とも呼ばれる。拡張子は.wav。

## 概要
RIFF waveform Audio Format (WAV) はマイクロソフトとIBMにより開発された、RIFFベースの音声ファイルフォーマットである。RIFF上の識別子は「WAVE」であるが、拡張子からWAVフォーマットという呼び名が一般化した。
英語圏では元の意味からWAVを「ウェイヴ」（IPA: [weɪv]）と読む（発音する）ことが多いが、日本の音楽業界ではweb（ウェブ）と響きを区別するために、ワブ（ワヴ）とも呼ばれる。
非圧縮リニアPCMで符号化した音声の格納にWAVはよく用いられる。一方でWAVはあくまでコンテナ規格であり、μ-lawや、ADPCM、MP3、WMAなど他の音声コーデックも格納できる。Windows以外のOSで作成したリニアPCMデータを直接Windowsで閲覧するとwavとして認識される。
WAVフォーマットでは、データ長が32ビット符号なし整数型で記述されているため、4GBを超えるファイルを作成できない。この制限を越えるため、データ長を64ビット符号なし整数型で記述するWave64 (.w64) というフォーマットも存在する。
RIFFのチャンクとして、WAVファイル内にタグ情報を付加することができるが、使用する文字コードは特に規定されておらず、互換性に問題が生じ易い仕様になっている。
音声分野で広く利用される他のコンテナ規格にはMP4、Ogg、WebMなどが挙げられる。

## 仕様

### RIFF
RIFFファイルはタグ付きのファイル形式で、チャンクと呼ばれるコンテナの集合である。
チャンクには4文字のタグ（FourCC）とチャンクのサイズ（バイト数）があり、タグによってチャンクのフォーマットが区別される。
いくつか標準的なタグがあり、4文字すべてが大文字のタグは予約されたタグである。
RIFFファイルの一番外側のチャンクはRIFFタグを持つ。
チャンクデータの最初の4バイトはフォームの種類を指定するFourCCでその後ろにサブチャンクが続く。
WAVファイルの場合、FourCCはWAVEである。
RIFF形式ではチャンクの出現順には一般的な規定がないが、fmt チャンクはdataチャンクの直前に置くという例外がある。
タグファイル形式の利点として、RIFFファイルの利用者が知らないタグは読み飛ばし、処理可能なチャンクのみを扱うことができる点が挙げられる。
RIFFフォーマットにおいて複数バイトで表現されるデータの並びはリトルエンディアンである。
RIFFファイルの一例を挙げる。
この例ではオフセット0x0にRIFFチャンクがあり、チャンクの長さは0x00630b20である。
FourCCはWAVEであり、ファイルがWAVファイルであることを示している。
オフセット0x12からはサブチャンクが続く。
オフセット0x30からfmt チャンクが始まり、オフセット0x48からdataチャンクが始まっている。
```
00000000   52 49 46 46 20 0b 63 00 57 41 56 45 4a 55 4e 4b  RIFF .c.WAVEJUNK
00000010   1c 00 00 00 00 00 00 00 00 00 00 00 00 00 00 00  ................
00000020   00 00 00 00 00 00 00 00 00 00 00 00 00 00 00 00  ................
00000030   66 6d 74 20 10 00 00 00 01 00 02 00 44 ac 00 00  fmt ........D...
00000040   10 b1 02 00 04 00 10 00 64 61 74 61 d8 0a 63 00  ........data..c.
00000050   00 00 00 00 00 00 00 00 00 00 00 00 00 00 00 00  ................
00000060   00 00 00 00 00 00 00 00 00 00 00 00 00 00 00 00  ................
00000070   00 00 00 00 00 00 00 00 00 00 00 00 00 00 00 00  ................
00000080   00 00 00 00 00 00 00 00 00 00 00 00 00 00 00 00  ................
...

```

### fmt チャンク
fmt チャンクの構造は、WAVEFORMATEX構造体などによって定義される。
チャンネル数、サンプルレート、サンプルのビット数などが定義される。
```
typedef struct {
    WORD  wFormatTag;
    WORD  nChannels;
    DWORD nSamplesPerSec;
    DWORD nAvgBytesPerSec;
    WORD  nBlockAlign; // WAVEFORMATはここまで
    WORD  wBitsPerSample; // PCMWAVEFORMATで追加
    WORD  cbSize; // WAVEFORMATEXで追加
} WAVEFORMATEX;
```

上記の他、サイズが14バイトのWAVEFORMAT構造体や、サイズが16バイトでcbSizeが存在しないPCMWAVEFORMAT構造体、サイズが40バイトでcbSizeの値が22のWAVEFORMATEXTENSIBLE構造体がある。ただしWAVEFORMATはWindowsでは廃止されて使用不可能。PCMWAVEFORMATも廃止されている事になっているが、使用可能である。

#### wFormatTag
wFormatTagは音声コーデックを指定する。例として次が挙げられる。
- 1: リニアPCM (WAVE_FORMAT_PCM)[6]
- 3: 浮動小数点数PCM (WAVE_FORMAT_IEEE_FLOAT)[7]
- 7: μ-law (WAVE_FORMAT_MULAW)[8]

これらの定数はWindows SDKに含まれるmmreg.hによって定義されており、さらにそれぞれのフォーマットによってfmtチャンクの構造の詳細が決まる。

#### WAVEFORMATEXTENSIBLE
```
typedef struct {
  WAVEFORMATEX Format;
  union {
    WORD wValidBitsPerSample;
    WORD wSamplesPerBlock;
    WORD wReserved;
  } Samples;
  DWORD        dwChannelMask;
  GUID         SubFormat;
} WAVEFORMATEXTENSIBLE, *PWAVEFORMATEXTENSIBLE;
```

Format.wFormatTagは0xFFFE、Format.cbSizeは22で固定。SubFormatでコーデックを指定する。

### dataチャンク
dataチャンクの中身はfmt チャンクによって定義されるフォーマットに基づく。
2チャンネルのリニアPCMの場合には、左チャンネル・右チャンネルの順に符号付整数（2の補数）で格納される。
浮動小数点数で格納される場合、慣習からデータ値の範囲は-1.0から+1.0に限られる。

## Windows上での圧縮
Windows上では、ACMを利用すれば、圧縮などが行える。この機能が利用できるソフトウェアとして、サウンド レコーダーがある。